# Ombrée d'Anjou
Ombrée d'Anjou è dal 15 dicembre 2016 un nuovo comune francese sito nel dipartimento di Maine e Loira nella regione di Paesi della Loira.

## Toponimia
Il termine «Ombrée» traduce il fatto che il nuovo comune d'Angiò si trova al confine con la Bretagna.
Maggioritariamente, si ritrovavano questi nomi d'Ombrée, di Verzée, di Marches e di Portes tra Angiò e Bretagna. Finalmente, dopo averne cancellati alcuni, dopo aver votato tre volte, è rimasto Ombrée-d'Anjou.

## Storia
Il nuovo comune di Ombrée d'Anjou è nato il 15 dicembre 2016 dalla fusione dei comuni di La Chapelle-Hullin, Chazé-Henry, Combrée, Grugé-l'Hôpital, Noëllet, Pouancé, La Prévière, Saint-Michel-et-Chanveaux, Le Tremblay e Vergonnes.